# Maerua glauca
Maerua glauca är en kaprisväxtart som beskrevs av Emilio Chiovenda. Maerua glauca ingår i släktet Maerua och familjen kaprisväxter. Inga underarter finns listade i Catalogue of Life.